# Dasypogon parvus
Dasypogon parvus là một loài ruồi trong họ Asilidae. Dasypogon parvus được Bigot miêu tả năm 1857.